# Azzone Visconti
Azzo o Azzone Visconti (Ferrara, 7 dicembre 1302 – Milano, 16 agosto 1339), figlio di Galeazzo I e Beatrice d'Este, fu signore di Milano dal 1329 al 1339.

## Biografia

### Infanzia e giovinezza
Nacque il 7 dicembre 1302 dall'unione di Galeazzo I, signore di Milano, e Beatrice d'Este figlia di Obizzo, marchese di Ferrara.
Azzone venne alla luce a Ferrara poiché nel giugno dello stesso anno il nonno Matteo I Visconti, signore di Milano, fu esiliato dalla città dai Torriani e la stessa sorte toccò ai genitori che si rifugiarono nella città emiliana. Nel 1311 il nonno recuperò la signoria e poté tornare a Milano.
Alla fine di giugno del 1322, in seguito alla morte del nonno, fu nominato dal padre signore di Piacenza insieme alla madre Beatrice. Alla fine di ottobre, a causa delle insidie tese da Galeazzo a Bianchina, moglie di Vergusio Landi, quest'ultimo riuscì a penetrare con alcune centinaia di uomini in città grazie ad alcuni contatti che gli aprirono una delle porte. Azzone in quel momento si trovava in un palazzo insieme alla madre che riuscì a distrarre i nemici facendo lanciare monete dai balconi e nei corridoi dandogli il tempo di fuggire insieme ad una scorta di dodici cavalieri. La madre fu poi accompagnata dal Landi fuori dal contado piacentino.
L'8 novembre, a causa del malcontento degli zii Marco e Lodrisio nei confronti del padre Galeazzo per la sua volontà di aprire trattative di pace con il pontefice, si verificarono scontri armati all'interno di Milano che costrinsero Galeazzo ad un nuovo esilio a Lodi presso i Vistarini. Già il 9-10 dicembre, tuttavia, Galeazzo tornava signore della città.

### In Toscana
Nell'aprile del 1325 il padre lo inviò in Toscana insieme allo zio Marco in supporto all'amico Castruccio Castracani. Nel contesto di quel viaggio, nell'aprile del 1325, catturò Fidenza. Il 23 settembre partecipò alla battaglia di Altopascio dove i ghibellini lucchesi, milanesi e senesi inflissero una pesante sconfitta ai guelfi fiorentini, senesi e ai pontifici. L'11 novembre Castruccio entrò in trionfo a Lucca non diversamente da un imperatore romano. Giunto alle porte di Firenze insieme al condottiero lucchese, fecero correre, per scherno, tre palii, uno di cavalieri, il secondo di persone a piedi e il terzo di prostitute per vendicarsi del palio fatto correre dai fiorentini due anni prima sotto le mura di Milano.

### In Emilia
In novembre si portò in Emilia dove già da diversi mesi si registravano scontri tra i ghibellini modenesi e i guelfi bolognesi. Qui si unì a Rinaldo II d'Este e Passerino Bonacolsi e il 15 novembre partecipò al comando di alcune squadre di cavalleria alla decisiva battaglia di Zappolino dove i ghibellini riuscirono a conseguire una schiacciante vittoria malgrado disponessero di forze quattro volte inferiori rispetto agli avversari.

### La discesa in Italia di Ludovico il Bavaro
Nel febbraio del 1327 si recò, ancora una volta insieme a Marco, alla dieta indetta a Trento da Ludovico il Bavaro, re di Germania, dove papa Giovanni XXII venne dichiarato eretico e deposto. All'inizio di luglio, a causa dei dissidi insorti tra il re e il padre Galeazzo, che aveva da mesi avviato trattative di pace con il pontefice tramite Giovanni Moriggia, venne imprigionato insieme ad esso e ai fratelli Luchino e Giovanni nei forni del castello di Monza. Vi rimase fino al 25 marzo 1328, quando venne scarcerato grazie alle pressioni di Castruccio Castracani su Ludovico, nel frattempo incoronato imperatore. In estate si recò in Toscana insieme al padre e al fratello Giovanni su ordine dell'imperatore dove fece visita al Castracani che li accolse splendidamente. Il condottiero lucchese affidò a Galeazzo l'assedio di Pistoia ma questi si ammalò sotto le mura della città e il 6 agosto morì di malattia a Pescia.
Quando l'imperatore tornò da Roma, Galeazzo era già morto. Fermatosi in Toscana, scelse quale dimora la città Pisa e qui il 15 gennaio del 1329 vendette ad Azzone la carica di vicario imperiale in Milano in cambio di ben 60.000 fiorini d'oro e il 20 gennaio l'antipapa Niccolò V fece cardinale diacono Giovanni Visconti. L'imperatore aveva bisogno di denaro per pagare le sue truppe che minacciavano di tornarsene in Germania. Dal momento che il denaro non poteva essere versato immediatamente, circa 800 militi tedeschi vollero che gli fosse consegnato come ostaggio Marco Visconti che venne nominalmente posto al loro comando. Nel frattempo Azzone e Giovanni tornarono a Milano per riscuotere quanto avevano promesso all'imperatore ma Guglielmo di Montfort, il precedente vicario, gli chiuse le porte in faccia e il 2 febbraio furono costretti a insediarsi a Monza, dove vennero ben accolti dal popolo e persino da gran parte del clero che insieme a quello dei vicini milanesi, sposava la causa dell'antipapa contro Giovanni XXII. Il 15 febbraio trovarono il modo di accontentare Guglielmo che se andò dalla città insieme al podestà tedesco; al posto di quest'ultimo fu nominato Guiscardo Lancia da Grumello. In breve riuscirono a raccogliere 25.000 fiorini d'oro che consegnarono ad un ufficiale imperiale il quale se ne tornò in Germania infischiandosene degli ordini dell'imperatore.

### Il conflitto con l'imperatore
Abbandonato dall'antipapa, che tornò pentito al servizio di Giovanni XXII e fiutando possibili rivolte in Toscana, in aprile Ludovico tornò in Lombardia ma giunto presso le rive del Po venne abbandonato da seicento balestrieri che si misero subito al servizio dei Visconti. Nel frattempo Azzone e Giovanni, pressati da Obizzo III d'Este tramite Beatrice, si erano adoperati sottobanco per una riconciliazione del pontefice, memori dell'arroganza e dell'avidità che caratterizzavano le discese in Italia dei re di Germania e ancor più della loro prigionia a Monza. Il 17 aprile inviarono cinquecento cavalieri al comando di Pinalla e Martino Aliprandi, nobili monzesi che riuscirono a farsi dare le chiavi della Porta de' Gradi e ad introdurvisi, costringendo il governatore Ludovico di Teck, insediatosi due settimane prima, a rifugiarsi nel castello. Qui il tedesco fu assediato grazie ad una serie di fortificazioni che lo isolavano dal resto della città.
Il 21 aprile Ludovico, furioso per gli avvenimenti e per la nuova posizione dei Visconti verso il pontefice, indisse una dieta a Marcaria dove spiegò ai presenti la situazione, esortandoli a radunare un esercito per sottometterli. Volendosi assicurare la fedeltà dei monzesi, il 26 aprile Azzone inviò Boschino Mantegazza e Pagano Mandelli ad informare il popolo che l'imperatore stava marciando su Milano e Monza con un esercito che intendeva campare alle loro spalle e imporre altri tributi dopo quelli da cui erano stati oppressi dopo il suo ingresso occorso due anni prima; li pregava dunque di non riceverlo e seguire l'esempio dei milanesi che avevano deliberato tale risoluzione in un consiglio generale radunatosi pochi giorni prima. I monzesi si dissero pronti ad opporsi in ogni modo all'imperatore.
Ludovico radunò a Cremona un esercito costituito da migliaia di fanti e duemila cavalieri. All'inizio di maggio giunse sotto le mura di Lodi ma non fu ricevuto, puntò quindi su Melegnano e poi su Monza. Luchino Visconti mosse alla volta di Melegnano ma giuntovi trovò che l'imperatore era già passato. L'esercito imperiale cercò di attaccare Monza da oriente, puntando a liberare il castello dall'assedio ma non riuscì a guadare il Lambro che era particolarmente gonfio e le cui acque non accennarono ad abbassarsi neppure nei giorni successivi. Su consiglio dei nobili milanesi contrari ai Visconti marciò sette miglia a nord sino ad Agliate dove vi era un ponte sul fiume, lo attraversò e tornò ad attaccare Monza da occidente. La città però non gli aprì le porte e si dovette ridurre ad assediare vanamente il castello per alcuni giorni, riuscendo solo a far fuggire Amorato della Torre, figlio di Guidone. Abbandonato il proposito di catturare Monza, mosse verso Milano che tuttavia risultava ancor meglio fortificata dato che Azzone aveva fatto costruire diverse bastie di legno ed oltre quaranta torri a difesa della Cerchia dei Navigli per poi farne innalzare il livello delle acque e si era assicurato la produzione di farina cintando i mulini fuori Porta Ticinese. L'imperatore si accampò il 21 maggio presso il ponte dell'Archetto, fuori da Porta Giovia ma l'11 giugno lo spostò davanti alla pusterla di Sant'Ambrogio e iniziò ad assediare la città. Cercò più volte di impossessarsi dei mulini di Porta Ticinese per affamare la città, ma senza esito favorevole. Il 19 giugno, abbandonato dalla maggior parte dei signori ghibellini che lo seguivano, con l'eccezione di Cangrande della Scala, si risolse ad abbandonar l'impresa e si ritirò a Pavia. Il 23 settembre Ludovico confermò il vicariato imperiale ad Azzone e revocò i privilegi e i feudi imperiali concessi nei due anni precedenti. In cambio Azzone gli avrebbe pagato 12.000 fiorini d'oro e altri mille al mese fino al suo ritorno in Germania, inoltre avrebbe mantenuto a sua disposizione duecento soldati tedeschi da inviare in soccorso dell'imperatore in caso di necessità. In dicembre Ludovico giunse a Trento e da lì tornò in Germania.

### L'eliminazione di Marco Visconti e la riconciliazione con il papa
Il 29 luglio Marco Visconti partì da Firenze ritornando a Milano dove fu ben accolto il 14 agosto da Azzone e dai fratelli Luchino e Giovanni. Marco era però contrariato dal loro comportamento nei suoi confronti dal momento che lo avevano lasciato ostaggio di un esercito di tedeschi. Il 5 settembre fu trovato morto in un vicolo accanto al Broletto Vecchio. Secondo il Moriggia morì in seguito ad un improvviso e violento malore forse causato da avvelenamento ma per il Corio e il Villani fu soffocato per ordine di Azzone e dei fratelli e poi gettato da una finestra del palazzo. In realtà Marco, oltre ad essere adirato con i fratelli, era molto popolare per il suo coraggio e le sue virtù guerresche, bramava mettere le mani sulla signoria di Milano e aveva più volte pubblicamente minacciato il nipote. Risultava quindi una figura scomoda, pericolosa e in grado di destabilizzare nuovamente lo stato. Fu seppellito nella cattedrale di Santa Maria Maggiore presso l'altare di Sant'Agnese; il 14 maggio infatti era stato sollevato l'interdetto sulla città grazie alle trattative di pace in corso con il pontefice. Il 15 settembre ad Avignone avvenne la solenne assoluzione dei Visconti a patto che riconoscessero Giovanni XXII quale papa legittimo, non prestassero aiuto ad alcun eretico o scismatico, restituissero i beni confiscati ai Torriani e all'arcivescovado, non tassassero i beni ecclesiastici, non muovessero guerra ad alcun castello o città appartenente al pontefice. Il 14 febbraio 1330 il papa ordinò agli ecclesiastici milanesi fuoriusciti di ritornare in città.

### Signore di Milano
Il 14 marzo 1330 il podestà Guiscardo da Grumello convocò il consiglio generale presso il Broletto Nuovo dove Azzone Visconti venne proposto quale signore generale e perpetuo della città e del distretto di Milano e accettato come tale dalla maggioranza dei novecento consiglieri; vennero inoltre confermati gli Statutis Communis Mediolani, gli Statuta Mercatorum Mediolani e gli Statuta Mercatorum facentium laborarem in lanam in Civitate Mediolani. Le istituzioni comunali della città avrebbero mantenuto, pur nominalmente, la facoltà di imporre o togliere tasse, dichiarare la guerra ed aprire trattative di pace, amministrare le rendite pubbliche, battere moneta, anche se di fatto queste iniziative necessitavano dell'approvazione del signore.
Il 1º ottobre sposò Caterina di Savoia-Vaud, figlia di Luigi II di Savoia-Vaud e nipote del conte Aimone di Savoia da cui non ebbe mai figli. La celebrazione avvenne nella basilica di Sant'Ambrogio. In occasione del matrimonio si tenne una splendida corte bandita e la sposa ricevette doni dai principali stati italiani, in particolare il Corio cita la Repubblica di Genova, la Repubblica di Venezia, il marchesato di Ferrara, la signoria di Verona e la signoria di Mantova.

### La discesa in Italia di Giovanni di Boemia
Nell'autunno del 1330 Giovanni I di Boemia, figlio di Enrico VII di Lussemburgo, cercò di portare avanti la causa di Ludovico il Bavaro per via diplomatica sia con il pontefice che con Azzone senza tuttavia ottenere nulla di rilevante. Decise di scendere in Italia con un esercito, portandosi a Trento dove indisse una dieta con tutti i signori della Lombardia. In seguito ricevette alcuni ambasciatori bresciani disposti a cedergli la signoria sulla città, abbandonando l'alleanza con Roberto d'Angiò, in cambio del suo aiuto contro i veronesi guidati da Mastino della Scala, che la stavano assediando. Giovanni ammonì i veronesi di abbandonare l'impresa e questi si ritirarono, poi a fine ottobre o fine dicembre si recò a Brescia seguito da settecento cavalieri. Molte altre città lombarde e toscane lo vollero loro sovrano e gli inviarono ambasciatori. Azzone, preoccupato per l'ennesima discesa di un re germanico, fece buon viso a cattivo gioco e dopo essersi consultato con il papa, andrò ad incontrarlo personalmente a Brescia dove gli offrì molti doni cercando di ingraziarselo poi lo accolse degnamente a Vimercate durante il suo viaggio alla volta di Como. Nella primavera del 1331 Giovanni fece scendere in Italia con un esercito anche il figlio Carlo e lo nominò vicario generale di tutti i suoi nuovi domini. Poi si diresse ad Avignone per consultarsi con il papa. I signori ghibellini sospettarono di una forte lega tra il re di Boemia, il pontefice e forse persino Roberto d'Angiò, che avrebbe messo in serio pericolo il loro potere. L'8 agosto Azzone Visconti, Mastino della Scala, Obizzo III d'Este, Ludovico I Gonzaga si riunirono a Castelbaldo e stabilirono una lega difensiva contro Giovanni. L'anno successivo si aggiunsero anche la guelfa Repubblica di Firenze, le città di Como e Novara e perfino il Regno di Napoli. La lega poteva inoltre contare sul supporto di Ludovico il Bavaro che stava muovendo guerra ai possedimenti del re di Boemia.
Nell'agosto del 1332 iniziarono le operazioni militari. Mastino della Scala catturò rapidamente Brescia, lo stesso fece Azzone con Bergamo dove permise la convivenza di guelfi e ghibellini; Treviglio, soggetta all'imperatore, si diede volontariamente in mano al Visconti. In ottobre Lodrisio Visconti catturò Pavia con la complicità dei Beccaria ma non il castello in cui si era rifugiata la guarnigione di Giovanni di Boemia.
Il 22 novembre ci fu una nuova assemblea dei partecipanti alla lega di Castelbaldo, che si divisero le città sottratte a Giovanni. Bergamo, Cremona e Fidenza andarono ad Azzone, Parma a Mastino della Scala, Reggio a Ludovico I Gonzaga, Modena ad Obizzo III d'Este e Lucca ai fiorentini. Giovanni Visconti, già arcivescovo di Novara dal 1329, vi entrò solo nel 1332 ma in breve si ingraziò i Cavallazzi e altre nobili famiglie della città per poi far imprigionare i Tornielli e farsi nominare signore della città. Il papa fu tanto contento che lo nominò amministratore dei beni dell'arcivescovado di Milano.
Nel gennaio del 1333 Giovanni di Boemia scese nuovamente in Italia con un esercito di 800 cavalieri. Il 26 febbraio raggiunse Parma e il 14 marzo Pavia, cercando invano di sollevarla dall'assedio. Decise quindi di dedicarsi al saccheggio della campagna milanese sperando di innescare la reazione di Azzone che non giunse mai. Non ebbe maggior fortuna quanto tentò di catturare Bergamo. Si decise infine a trattare una tregua. Quando gli Este richiesero aiuto militare agli alleati per scacciare i pontifici giunti ormai sotto le mura di Ferrara, Azzone inviò seicento cavalieri al comando di Pinalla Aliprandi. Il 14 aprile i ghibellini riportarono una grande vittoria nella decisiva battaglia di Porta San Pietro. Gran parte dei nobili guelfi avversari furono catturati, tra questi il conte d'Armagnac che fu costretto a riscattarsi con ben 50.000 fiorini d'oro. In giugno la guarnigione a difesa del castello di Pavia si arrese e alla fine dell'estate Giovanni e il figlio Carlo tornarono in Germania. I rapporti tra Giovanni XXII ed Azzone si deteriorarono nuovamente.

### La dedizione di Vercelli e la presa di Cremona
Nel 1334 il legato pontificio Bertrando del Poggetto fu cacciato da Bologna e si rifugiò ad Avignone dove istigò il papa a scomunicare di nuovo i Visconti e a rinnovare l'interdetto su Milano.
Nel marzo dello stesso anno Vercelli si consegnò spontaneamente ad Azzone, non così Cremona che pure gli spettava in virtù degli accordi della lega di Castelbaldo. La città era governata da Ponzino Ponzoni che riuscì a resistere ad un esercito di 30.000 uomini composto da milanesi e collegati dal 22 aprile sino ai primi giorni di maggio quando accettò una tregua per al quale si sarebbe arreso se Giovanni di Boemia non lo avesse soccorso entro due mesi e mezzo; il re non giunse mai e così il Ponzoni dovette cedere la città il 15 luglio. Il 1º settembre morì la madre Beatrice e fu sepolta in una bella arca nella chiesa di San Francesco Grande; su di essa, per smentire Dante che aveva scritto nel VII canto del Purgatorio "non le farà sì bella sepultura la vipera che Melanesi accampa, com' avria fatto il gallo di Gallura", fece scolpire sia il gallo simbolo del Giudicato di Gallura che il biscione dei Visconti.
Il 4 dicembre morì Giovanni XXII e il 20 dicembre al suo posto fu eletto Benedetto XII.

### Azzone ottiene Como, Lecco, Lodi, Crema, Piacenza, Brescia e la Gallura
Il 26 novembre 1333 Azzone aveva fatto arrestare e rinchiudere nel castello di Monza alcuni esponenti della nobiltà milanese forse complici di una congiura diretta da Lodrisio. Quest'ultimo riuscì a trovare prima la protezione dei Rusca di Como poi quella di Mastino II della Scala di Verona, città in cui incontrò i Tornielli, appena cacciati da Giovanni Visconti, con cui si mise a macchinare un piano per spodestare il signore di Milano. Quando Azzone chiese conto ai Rusca del loro comportamento questi risposero che si dolevano delle liti ma che non volevano immischiarsi negli affari dei Visconti. A Como tuttavia era da tempo in corso uno scontro tra frate Benedetto da Asinago, nominato arcivescovo da Giovanni XXII e Valeriano Rusca, nominato tale da Ludovico il Bavaro. In quelle settimane Benedetto, dopo aver raccolto intorno a sé molti alleati, decise di attaccare Como per cacciare il rivale. I Rusca riuscendo a stento a difendersi chiesero aiuto ad Azzone che si vendicò dicendo di non volersi immischiare nei loro affari. Chiesero pertanto aiuto agli Scaligeri che marciarono con un esercito su Como ma giunti all'Adda i Visconti non gli permisero di attraversarlo. Franchino Rusca chiese nuovamente aiuto ad Azzone offrendogli la signoria di Como in cambio di quella su Bellinzona e il signore di Milano accettò. Il 25 luglio Azzone entrò a Como con un esercito, installò il legittimo arcivescovo, fortificò la città e pacificò guelfi e ghibellini locali. Poco dopo entrò in possesso di Cantù e di Lecco che fece ricostruire e fortificare.
Nel frattempo, volendo estendere le sue mire su Piacenza, che allora era in mano al papa, aveva insinuato in Francesco Scotti la possibilità di recuperarla col suo supporto, in modo da non esporsi direttamente. Lo Scotti cadde nel tranello e il 25 luglio riuscì a rendersi padrone della città, facendo ricadere su di sé l'ira del pontefice. A quel punto, qualora fosse riuscito a liberarla, Azzone avrebbe probabilmente incontrato il favore del papa.
Dopo aver catturato Como, Cantù e Lecco punendo coloro che avevano coperto la fuga di Lodrisio, Azzone gli confiscò tutti i beni che il primo vantava in particolare nel Seprio. Il 28 luglio catturò e fece abbattere il castello che Lodrisio aveva costruito a Crenna, nei pressi di Gallarate. In agosto si impadronì di Lodi scacciandone il Temacoldo e il 18 ottobre catturò Crema, Caravaggio e Romano. Nel marzo 1336 prese anche Fidenza e il 15 dicembre anche Piacenza dopo sette mesi d'assedio.
Nell'aprile del 1337 Mastino II della Scala attaccò i veneziani. Azzone indisse un congresso a cui parteciparono i Gonzaga, gli Este e altri signori lombardi in cui si stabilì non solo di non offrirgli alcun aiuto ma di radunare un esercito per muovergli guerra. Il comando dei trecento cavalieri milanesi fu dato a Luchino Visconti che arrivò ad assediare Verona. Mastino lo sfidò alla battaglia campale e i due si accordarono per il 26 giugno.
Poco prima della battaglia Luchino venne a sapere che i mercenari tedeschi presenti nel suo esercito intendevano tradirlo e consegnarlo al nemico e quando si venne a battaglia questi passarono dalla parte di Mastino costringendo il Visconti a ritirarsi a Mantova perdendo buona parte dei carriaggi. Se da una parte l'impresa di Verona fallì, dall'altra Azzone riuscì ad introdurre segretamente alcuni suoi soldati a Brescia che aprirono le porte della città facendo entrare il resto dell'esercito; in breve furono catturate la città vecchia e la nuova ma la possente rocca riuscì a resistere fino al 13 novembre. Il 29 settembre Azzone catturò Broni, sottraendola alla guarnigione al servizio di Roberto d'Angiò.
Nello stesso anno Giovanna Visconti di Gallura, figlia di Nino Visconti e ultima erede del Giudicato, vendette al signore di Milano i propri diritti su quella terra. Sua madre, Beatrice d'Este, aveva infatti sposato Galeazzo I Visconti, padre di Azzone. Dal momento che la signoria di Milano non era una potenza marittima e non era quindi in grado di difenderla, i discendenti di Azzone la vendettero a loro volta alla Corona d'Aragona.

### Lodrisio Visconti e la Battaglia di Parabiago
Nel 1338 cercò intavolare trattative di pace tra gli Scaligeri e i veneziani, non volendo che questi ultimi accrescessero troppo la loro influenza nel Veneto. Inizialmente non vi fu modo di conciliare i due partiti, cosa che invece riuscì il 24 gennaio 1339. Quando Azzone licenziò tutte le milizie mercenarie svizzere e tedesche, Lodrisio, che si trovava ancora a Verona, decise che era giunto il momento per tentare di deporre il signore di Milano; per farlo iniziò con l'assoldare tali milizie grazie alla complicità di Mastino II della Scala. Si formò così la Compagnia di San Giorgio, una delle prime compagnie di ventura operanti in Italia, costituita da ben 7.500 cavalieri, 800 fanti e 200 balestrieri. Al suo interno pare che il comandante fosse un certo Raimondo di Giver, detto Malerba e sicuramente v'erano Konrad von Landau (chiamato il Conte Lando dagli italiani) e Werner von Urslingen che saranno protagonisti di scontri armati e violenze di ogni tipo negli anni successivi. Ottenuto il suo esercito, Lodrisio mosse verso Milano saccheggiando le campagne bresciane e bergamasche e il 9 febbraio riuscì a passare l'Adda presso Rivolta sconfiggendo i soldati ivi di guarnigione guidati da Pinalla Aliprandi. Si portò quindi prima a Cernusco poi a Sesto quindi a Legnano e giunto nelle sue terre del Seprio riscosse i tributi che non gli erano stati pagati durante l'esilio per pagare le truppe. Le violenze degli uomini della Compagnia di San Giorgio spinsero moltissimi abitanti della zona a rifugiarsi a Milano dove però, a causa della mancanza dell'abbandono dei mulini e dei campi di quelle terre, presto iniziò a scarseggiare il cibo.
Azzone iniziò a radunare soldati, cosa che fu semplice dal momento che molti cittadini milanesi, sia nobili che popolani, si arruolarono volontariamente per contrastare la brutalità di quello che era di fatto un esercito straniero; richiese inoltre l'appoggio militare degli alleati. Raccolte le truppe vi mise a capo Luchino Visconti ma Azzone, funestato dalla gotta, rimase a Milano difendendola con una guarnigione di settecento uomini. Luchino insieme al grosso dell'esercito si acquartierò a Nerviano, ordinò all'avanguardia di appostarsi a Parabiago e alla retroguardia di accamparsi Rho inoltre inviò contingenti di minor entità in altri tre o quattro borghi vicini. La grande quantità di neve caduta nei giorni precedenti rendeva però difficoltoso realizzare dei veri e propri accampamenti. Alle prime luci dell'alba del 21 febbraio, malgrado stesse nevicando intensamente, Lodrisio Visconti decise di uscire da Legnano e cercare lo scontro campale poiché le entrate tributarie derivanti del Seprio non sarebbero state sufficienti per mantenere a lungo la sua compagnia mercenaria. Divise i suoi uomini in tre squadre che procedettero sino a Parabiago e l'attaccarono a sorpresa da tre direzioni diverse. In quel borgo si trovava Rainald von Lonrich al comando dell'avanguardia composta da 2.000 fanti e 800 cavalieri, quasi tutti mercenari tedeschi. Inizialmente fu preso alla sprovvista poiché molti soldati stavano ancora dormendo ma riuscì in breve tempo a riorganizzare le truppe e a montare una strenua difesa che si protrasse fino a mezzogiorno, quando insieme a trecento cavalieri e a Giovanni Visconti; gran parte dei duemila fanti e dei cinquecento cavalieri furono uccisi o si diedero alla fuga. Prima di raggiungere il campo Luchino Visconti, per sollevare il morale dei suoi uomini, fece cavalieri alcuni nobili che lo seguivano. Poi, al grido di "Miles Sancti Ambrosii" assaltarono il nemico. Molti di loro si distinsero nella mischia, tra questi Antonio Visconti, figlio illegittimo di Matteo che dopo aver ucciso molti nemici catturò uno degli stendardi.
Il valore dei milanesi tuttavia non bastò e dopo molte ore di battaglia Luchino Visconti venne disarcionato dal cavallo, ferito, spogliato e legato ad un albero di noce in attesa della fine della battaglia dopodiché iniziarono a ritirarsi verso Nerviano. Prima che vi giungessero arrivarono i rinforzi da Milano, costituiti trecento cavalieri savoiardi guidati da Ettore da Panigo e altri cavalieri ferraresi al comando di Brandelisio da Marano. L'esercito milanese si riorganizzò e dopo aver liberato Luchino tornò ad attaccare la Compagnia di San Giorgio i cui soldati, stanchi di combattere, avevano rotto i ranghi e stavano saccheggiando Parabiago. In breve riuscirono a sconfiggerli, catturando Lodrisio insieme ai due figli Ambrogio e Giannotto. Lodrisio in seguito fu imprigionato nel castello di San Colombano. Secondo la leggenda, i milanesi vinsero grazie ad una miracolosa apparizione di Sant'Ambrogio a cavallo in abito bianco, che impugnando lo staffile terrorizzò l'esercito nemico. Per rendere grazie al santo fu fatta una processione alla sua basilica in Milano e gli venne dedicata una chiesa nel luogo in cui era apparso. Si stabilì infine che ogni anno, nel giorno della battaglia, si dovesse effettuare una processione da Milano a quella chiesa; l'uso rimase fino ai tempi di Carlo Borromeo.

### La morte
Nel maggio del 1339 si risolsero le controversie tra i Visconti e la Chiesa e il 4 luglio Aicardo Antimiani, arcivescovo di Milano, fece il solenne ingresso in città ma morì già il 10 agosto; fu sepolto nella chiesa San Francesco Grande. Gli ordinari si riunirono per la scelta del successore e si accordarono sul nome di Giovanni Visconti, zio di Azzone, allora vescovo di Novara, che fu approvato da Benedetto XII. Il 16 agosto Azzone Visconti morì a soli trentasette anni, probabilmente per le complicanze della gotta che lo affliggeva da tempo. Prima di morire fece testamento lasciando, secondo il Fiamma, "più limosine che non avesse mai fatto signore alcuno in Lombardia prima di lui", ricevette quindi i sacramenti e pregò sino alla fine. Ai sontuosi funerali parteciparono più di tremila persone vestite di nero, mosse da sincero dolore verso quello che fu uno dei migliori signori della sua dinastia. Il suo corpo fu posto nell'arca scolpita per lui da Giovanni di Balduccio, collocata all'interno della chiesa di San Gottardo in Corte.

## Aspetto e personalità
Il Giulini, basandosi sui testi di Bonincontro Morigia e Pietro Azario, così descrive il suo aspetto:
(Giorgio Giulini, Memorie)
Riguardo alla sua personalità, citando gli scrittori suoi contemporanei, scrive:
(Giorgio Giulini, Memorie)

## Discendenza
Nel 1330 si sposò con Caterina di Savoia-Vaud, ma la loro unione non produsse discendenti.
Azzone ebbe una figlia naturale, Luchina, che sposò Lucolo del Zotta.

## Opere architettoniche legate ad Azzone Visconti
Azzone avviò un rinnovamento artistico in Milano e fece costruire un gran numero di opere di fortificazione in Lombardia.
- Nel 1330, poco dopo essere ufficialmente diventato signore di Milano, diede ordine di avviare la costruzione di una cinta muraria in pietra, merlata, provvista di cento torri e lunga circa 6 km. Era attraversata da sei porte maggiori (Comasina, Nuova, Orientale, Romana, Ticinese e Vercellina) fortificate con doppie torri e da una dozzina di pusterle, già preesistenti. Tutte recavano una targa in marmo in cui era scolpito il Biscione visconteo. Sino ad allora, infatti, Milano era protetta da una cerchia di bastioni di terra presidiata da torri e dal fossato costituito dalla Cerchia dei Navigli. Fece anche sgombrare le strette strade a ridosso delle mura da ogni edificio trasformandole nei terraggi, larghi circa 18 m. Una seconda strada correva parallela ai terraggi presso il margine esterno del fossato, fuori dalle mura. L'opera fu conclusa nel 1338.[28]
- Nel 1332 fondò (o perlomeno contribuì alla fondazione con dei finanziamenti) l'ospedale di San Giacomo dei Pellegrini, posto all'interno delle mura presso Porta Vercellina. Venne scelto San Giacomo in quanto la città si era liberata dall'assedio di Ludovico il Bavaro il 25 luglio 1330. La struttura era pensata per ospitare i poveri e i pellegrini, in particolare quelli che si accingevano a percorrere il Cammino di Santiago di Compostela. Era amministrato da una congregazione di scolari laici costituita da nobili milanesi, la Scola dell'Ospitale di San Giacomo.[29]
- Nel 1333 fece edificare un colossale campanile alto 250 braccia[30] sul lato settentrionale della basilica di Santa Maria Maggiore; il precedente era stato distrutto per ordine del Barbarossa nel 1162 per cui la chiesa ne era priva da ormai più di 170 anni. In una loggia alla sua base fece collocare una sua statua equestre in bronzo dorato. Sulle facce esterne della base si trovavano invece scudi marmorei raffiguranti gli stemmi di ciascuna delle sei porte, dei Visconti, dell'Impero, della Chiesa e del Comune di Milano. L'aspetto poteva essere simile a quello del Torrazzo di Cremona. Per realizzarlo furono demolite alcune taverne che erano praticamente addossate alla basilica e venne ampliata la piazza. L'11 aprile 1353 il campanile crollò improvvisamente seppellendo le case dei canonici, danneggiando la basilica e uccidendo circa duecento persone. Durante la sua esistenza fu uno degli edifici più alti al mondo.[31]
- Potenziò il sistema fognario di Milano dato che le strade a quel tempo risultavano decisamente sporche, convogliando le acque nere nella Cerchia dei Navigli, nel Seveso e nel Nirone.[32]
- Tra il 1333 ed il 1336 fece ricostruire la cinta muraria di Monza rinforzandola con torrette, camminamenti e con la parziale deviazione del fiume Lambro. Raddoppiò inoltre la cinta di mura presso il castello con un ulteriore bastione circondato da un secondo fossato. Sulla Porta Milano, posta in direzione dell'omonima città, pose tre scudi marmorei: al centro lo stemma dei Visconti affiancato a sinistra da quello della Chiesa e a destra da quello dell'Impero. Sotto i tre scudi era posto un bassorilievo raffigurante la Vergine e alcuni santi e sotto di essa l'antico stemma di Monza costituito da uno scudo con una mezzaluna al centro.[33]
- A partire dal 1333, ristrutturò ed ampliò il Broletto Vecchio, già sede comunale poi divenuto residenza dei Visconti[34] mentre la sede del Comune si era spostata da tempo nel Palazzo della Ragione. Azzone vi fece aggiungere una grande torre nell'angolo sud-occidentale del cortile maggiore e fece splendidamente affrescare ed arredare le molte camere da letto che ne circondavano la base. In una di esse gli affreschi (oggi perduti), ornati da oro e smalti, rappresentavano grandi re e condottieri del passato, sia storici che mitici, compreso lo stesso Azzone. Ad eseguirli furono Giotto e alcuni giotteschi; quello stesso anno il pittore fiorentino, che si trovava a Firenze, era stato infatti invitato da Azzone a lavorare a Milano nell'ottica di una politica che si faceva forte del lustro dato dai grandi nomi di artisti. Di impronta giottesca rimane oggi solo l'affresco di una Crocefissione, inizialmente posto sul fianco esterno della chiesa di San Gottardo in Corte e poi negli anni cinquanta del Novecento, per le sue cattive condizioni, riportato all'interno della chiesa. All'interno del palazzo si trovavano persino grandi voliere in rame contenenti uccelli di ogni genere nonché serragli con leoni, orsi, scimmie e struzzi. Fece deviare parte delle acque del Nirone affinché potessero essere utilizzate nel Broletto Vecchio, dove animavano fontane e riempivano una peschiera per poi gettarsi nel Seveso. In mezzo alla peschiera si trovava una colonna in marmo con un angelo impugnante il vessillo visconteo e sotto di esso l'acqua sgorgava da quattro bocche di leone cadendo nella vasca sottostante, ricca di pesci; su un lato era scolpito nel marmo una sorta di porto con delle navi rappresentanti una scena della guerra punica mentre l'altra rappresentava un giardino con fiori e frutti esotici.[35]
- Tra il 1330 e il 1336 fece realizzare la chiesa chiesa di San Gottardo in Corte all'architetto cremonese Francesco Pecorari (o Pegorari), che probabilmente ebbe come riferimento i disegni giotteschi dell'iniziale progetto del campanile di Santa Maria del Fiore a Firenze; ad essi ispirarsi la forma del campanile isolato a gugliotto, separato dalla chiesa, elevato su una base quadrata e concluso dall'alta cuspide. Della chiesa, annessa al Broletto Vecchio, resta ancora oggi il bel campanile a pianta ottagonale alto 55 m. Sul campanile fu installato uno dei primi orologi pubblici d'Italia;[36] le ore venivano scandite dal corrispondente numero di rintocchi di campana. La dedica al santo protettore dei gottosi deriva dal tormento che tale patologia causava ad Azzone. All'interno della chiesa si trova il monumento sepolcrale di Azzone Visconti, opera di Giovanni di Balduccio. Azzone fece aggiungere alla chiesa un chiostro, parte di un convento di francescani.[37]
- A Milano fece realizzare una loggia in marmo con archi a sesto acuto, posta a fianco della preesistente Loggia degli Osii; in seguito verrà demolita da Giovanni Maria Visconti per realizzarvi il Palazzo delle Scuole Palatine il cui aspetto attuale è frutto di un rifacimento seicentesco necessario in seguito ad un incendio che distrusse la precedente struttura.[38] Nello stesso periodo fece realizzare almeno tre torri, una presso la sede della Credenza di Sant'Ambrogio, l'altra in Porta Ticinese e l'ultima nel palazzo del Tribunale di Provvisione che costituiva la parte settentrionale del Broletto Vecchio; presso quest'ultimo fece spianare alcune case per realizzarvi una piazza in cui si svolgeva settimanalmente un mercato in cui si vendevano vesti e tessuti.[39]
- Nel 1334 fece costruire un castello a Lodi e nel dicembre 1336 uno a Piacenza.[40]
- Nel 1336 avviò la ricostruzione della città di Lecco e la fortificò con una cinta di mura e un castello (di cui ora resta solo la Torre). La città infatti era stata fatta incendiare e radere al suolo dal nonno Matteo Visconti nel luglio del 1296. Tra il 1336 e il 1338 fece costruire il Ponte Vecchio sull'Adda per migliorare il collegamento con Milano. Il ponte, lungo 131 m e largo 9 m, era costituito da otto arcate a tutto sesto (successivamente dieci) in pietra, due torri poste a difesa dei due ingressi provviste di rivellino e ponte levatoio e una torre che sorgeva dopo le prime due arcate fornita anch'essa di ponte levatoio; completavano il tutto una colombaia per i piccioni viaggiatori. Nella prima metà del XV secolo in mezzo al ponte stesso sorgerà anche una rocchetta dove alloggiava il custode, certamente già presente ai tempi di Francesco Sforza.[41]
- Nel 1337 avviò la costruzione del castello di Sant'Antonino nella parte meridionale della cinta muraria di Piacenza.[42]
- Nel 1339 commissionò allo scultore pisano Giovanni di Balduccio la splendida Arca di san Pietro martire, oggi conservata nella Cappella Portinari nella basilica di Sant'Eustorgio.

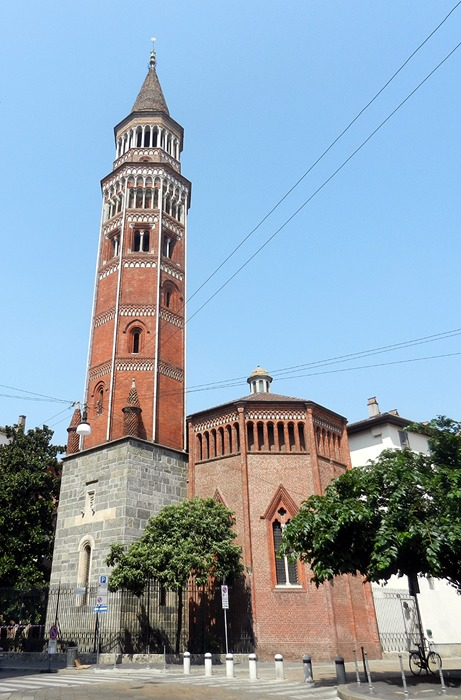
Campanile della Chiesa di S. Gottardo in Corte, Milano
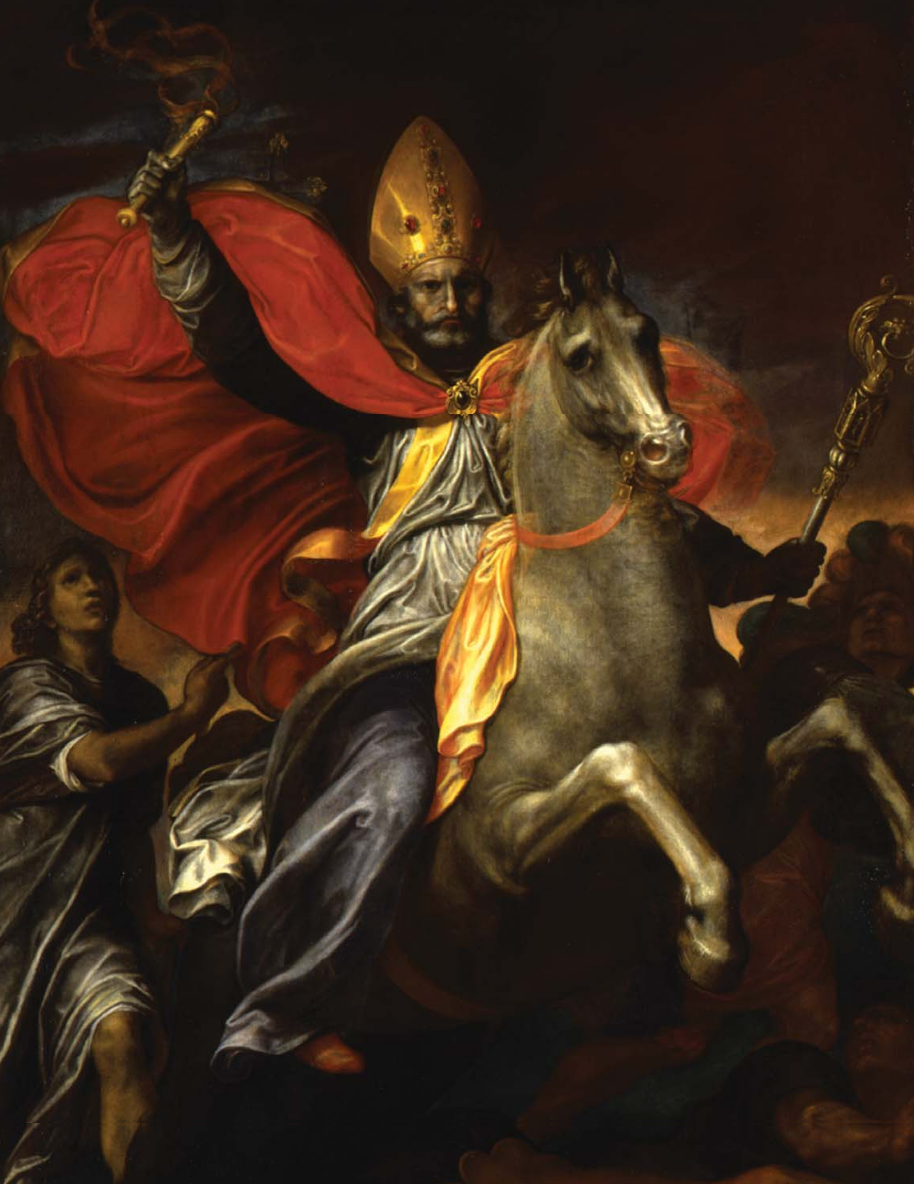
Ambrogio Figino, Miracolosa apparizione di Sant'Ambrogio alla battaglia di Parabiago
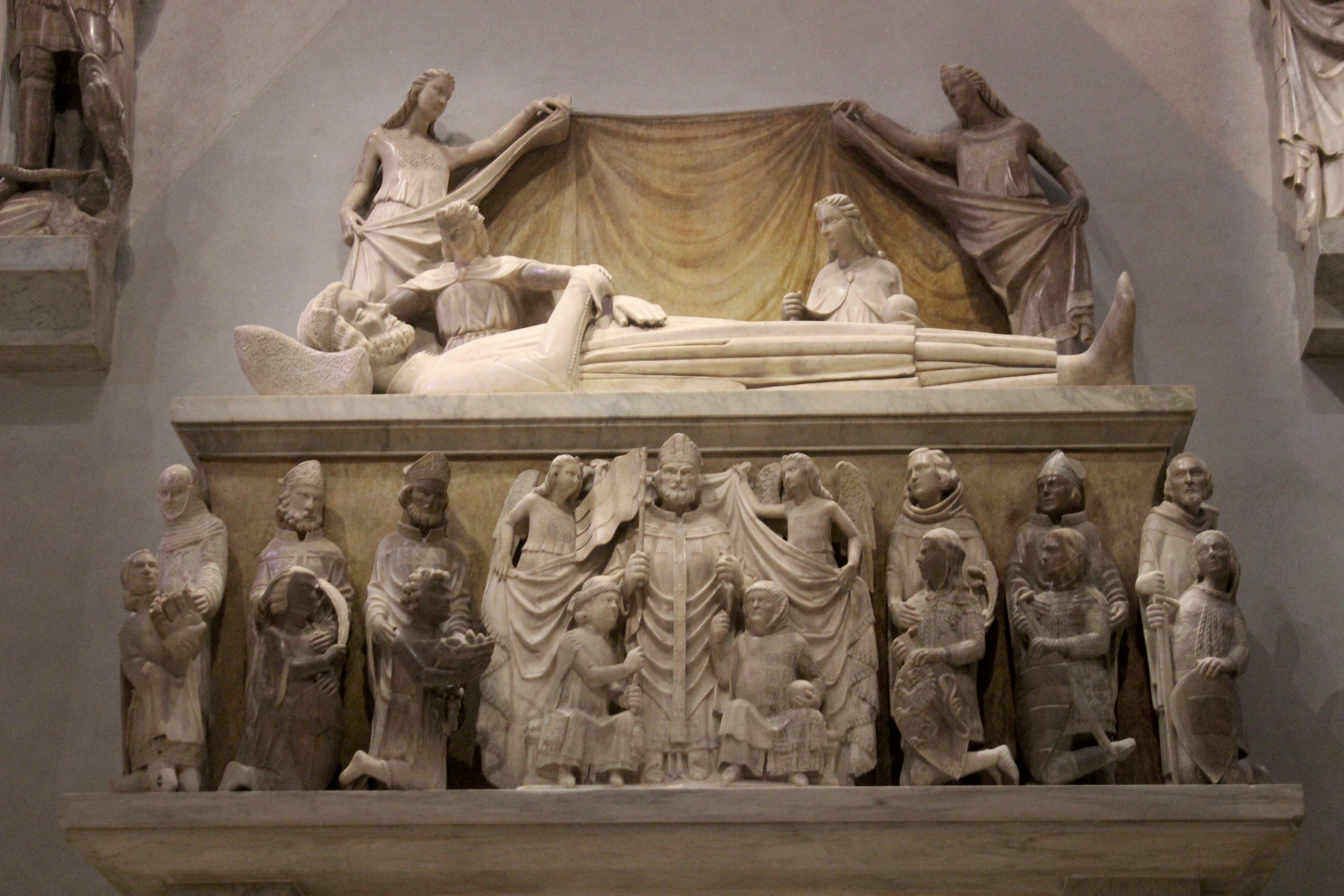
Giovanni di Balduccio, Arca di Azzone Visconti, San Gottardo in Corte, Milano

## Ascendenza
|                                        |                |                                                  | Genitori        |  |  | Nonni |  |  | Bisnonni          |  |  | Trisnonni          |  |
|                                        |                |                                                  |                 |  |  |       |  |  | Teobaldo Visconti |  |  | Andreotto Visconti |  |
|                                        |                |                                                  |                 |  |  |       |  |  | Teobaldo Visconti |  |  | Andreotto Visconti |  |
|                                        |                | Fiorina Mandelli                                 |                 |  |  |       |  |  | Teobaldo Visconti |  |  |                    |  |
| Matteo I Visconti, signore di Milano   |                |                                                  |                 |  |  |       |  |  | Teobaldo Visconti |  |  |                    |  |
|                                        |                | Anastasia Pirovano                               | …               |  |  |       |  |  |                   |  |  |                    |  |
|                                        |                | Anastasia Pirovano                               | …               |  |  |       |  |  |                   |  |  |                    |  |
|                                        |                | Anastasia Pirovano                               | …               |  |  |       |  |  |                   |  |  |                    |  |
| Galeazzo I Visconti, signore di Milano |                | Anastasia Pirovano                               |                 |  |  |       |  |  |                   |  |  |                    |  |
|                                        |                | Squarcino Borri, signore di Santo Stefano Ticino | Lanfranco Borri |  |  |       |  |  |                   |  |  |                    |  |
|                                        |                | Squarcino Borri, signore di Santo Stefano Ticino | Lanfranco Borri |  |  |       |  |  |                   |  |  |                    |  |
|                                        |                | Squarcino Borri, signore di Santo Stefano Ticino | …               |  |  |       |  |  |                   |  |  |                    |  |
| Bonacossa Borri                        |                | Squarcino Borri, signore di Santo Stefano Ticino |                 |  |  |       |  |  |                   |  |  |                    |  |
|                                        |                | Antonia                                          | …               |  |  |       |  |  |                   |  |  |                    |  |
|                                        |                | Antonia                                          | …               |  |  |       |  |  |                   |  |  |                    |  |
|                                        |                | Antonia                                          | …               |  |  |       |  |  |                   |  |  |                    |  |
| Azzone Visconti, signore di Milano     |                | Antonia                                          |                 |  |  |       |  |  |                   |  |  |                    |  |
|                                        | Rinaldo d'Este | Azzo VII d'Este, marchese di Ferrara             |                 |  |  |       |  |  |                   |  |  |                    |  |
|                                        | Rinaldo d'Este | Azzo VII d'Este, marchese di Ferrara             |                 |  |  |       |  |  |                   |  |  |                    |  |
|                                        | Rinaldo d'Este | Giovanna di Puglia                               |                 |  |  |       |  |  |                   |  |  |                    |  |
| Obizzo II d'Este, marchese di Ferrara  | Rinaldo d'Este |                                                  |                 |  |  |       |  |  |                   |  |  |                    |  |
|                                        |                | Adelaide da Romano                               | …               |  |  |       |  |  |                   |  |  |                    |  |
|                                        |                | Adelaide da Romano                               | …               |  |  |       |  |  |                   |  |  |                    |  |
|                                        |                | Adelaide da Romano                               | …               |  |  |       |  |  |                   |  |  |                    |  |
| Beatrice d'Este                        |                | Adelaide da Romano                               |                 |  |  |       |  |  |                   |  |  |                    |  |
|                                        |                | Niccolò Fieschi, conte di Lavagna                | …               |  |  |       |  |  |                   |  |  |                    |  |
|                                        |                | Niccolò Fieschi, conte di Lavagna                | …               |  |  |       |  |  |                   |  |  |                    |  |
|                                        |                | Niccolò Fieschi, conte di Lavagna                | …               |  |  |       |  |  |                   |  |  |                    |  |
| Jacopina Fieschi                       |                | Niccolò Fieschi, conte di Lavagna                |                 |  |  |       |  |  |                   |  |  |                    |  |
|                                        |                | Lionetta Epouse                                  | …               |  |  |       |  |  |                   |  |  |                    |  |
|                                        |                | Lionetta Epouse                                  | …               |  |  |       |  |  |                   |  |  |                    |  |
|                                        |                | Lionetta Epouse                                  | …               |  |  |       |  |  |                   |  |  |                    |  |
|                                        |                | Lionetta Epouse                                  |                 |  |  |       |  |  |                   |  |  |                    |  |